# Industrielle Kommunikation
Mit Industrieller Kommunikation ist die Übertragung von Daten und Informationen im industriellen Umfeld, vorwiegend in der Fertigungs- und Prozessautomation gemeint. In einem Fertigungsprozess ergeben sich unterschiedliche Aufgabenstellungen, um Daten zwischen Fertigungsebenen auszutauschen oder einzelne elektronische Geräte, wie Steuerungen, Sensoren, E/As, miteinander zu verbinden. Die Vernetzung erfolgt mittels genormter industrieller Netzwerke, wobei dies sowohl kabelgebundene als auch Wireless-Netzwerke sein können.

## Typische Beispiele der Industriellen Kommunikation
- Die Verbindung von Sensoren und Aktoren zur Steuerungsebene
- Vernetzung von dezentralen Einheiten
- Verbindung zwischen zwei oder mehreren SPSen
- Kommunikation zur Leitwarte und zu Gebäudeleitsystemen hin
- Datenübertragung innerhalb einer Maschine
- Verbindung von Messgeräten zu Testständen
- IT/OT: Integration von Prozessdaten in ERP- oder Produktionsmanagementsysteme
- Fernwartung: Datenfernzugriff um eine Maschine aus der Ferne zu analysieren, zu steuern und zu warten

Die Verbindung der Feldgeräte miteinander wird über Feldbusse und zunehmend über Industrial Ethernet realisiert.

## Normung von Industriellen Protokollen und deren Gremien
Die verwendeten Netzwerkprotokolle werden seit 1999 in der International Electrotechnical Commission (IEC) weltweit genormt. Die einzelnen Feldbusse werden in der Norm IEC 61784-1 als Communication Profile Families (CPF) geführt. Die neuen echtzeitfähigen Ethernet-basierten Feldbusse sind in der Norm IEC 61784-2 zusammengestellt. Jede Protokollfamilie kann weitere Feldbusse definieren.
Die Gremien, die für die Normung der Protokolle zuständig sind, haben die folgende Zuständigkeit:
- Die International Telecommunication Union (ITU) ist für die Kommunikation und Netzwerke zwischen den einzelnen Ländern zuständig.
- Die International Organization for Standardization (ISO) definiert lokale Netzwerke für Maschinen und Büroumgebungen.
- Die Netzwerke im Bereich der Automatisierung werden in der International Electrotechnical Commission (IEC) durch das Technical Committee TC65C normiert.
- Als Ergänzung dazu haben verschiedene Verbände Industriestandards festgelegt, die nach weniger strikten Regeln erstellt werden.[1]

## Kopplung von Netzwerkprotokollen
Durch die Vielzahl der unterschiedlichen Netzwerkprotokolle von Automatisierungsgeräten und Steuerungen entsteht häufig die Notwendigkeit, Daten unterschiedlichen Netzwerktyps miteinander zu verbinden. Dabei sollen Messwerte, Steuerzeichen, Statusmeldungen, Alarme, kurzum jegliche Art von Prozessdaten zwischen Geräten und Netzwerken ausgetauscht werden. Dies kann z. B. die Verbindung eines Profibus mit einem CANopen Netzwerk sein. Typischerweise werden für diese Aufgabenstellung Gateways oder Kommunikationsbaugruppen für Steuerungen eingesetzt, welche die Daten eines spezifischen Netzwerkprotokolls in das Format des anderen Netzwerkprotokolls umwandeln und somit im richtigen Datenformat zur Verfügung stellt.

## Ausblick
Industrie 4.0 verfolgt als ein Leitziel die durchgehende Vernetzung aller in einem Prozess beteiligten Maschinen und Anlagenteile mit übergeordneten Leitsystemen. Die Daten können bei Bedarf darüber hinaus auch in dem firmeneigenen Intranet zur Verfügung gestellt werden. Um diese Aufgabenstellung praktisch umzusetzen, werden in zunehmendem Maße industrielle Kommunikationskomponenten eingesetzt. Die Bedeutung der 'Industriellen Kommunikation' im industriellen Umfeld nimmt somit mit wachsender Gerätevernetzung weiter zu.
Industrie 4.0 und das industrielle Internet der Dinge (IIoT) bringen neben stetigem Wachstum auch neue Anforderungen an die industrielle Kommunikation mit sich. Die beabsichtigte Anbindung der Automatisierungssysteme an die ERP-Systeme und an private oder öffentliche Clouds bringt das Thema Cyber Security in den Fokus.
Ein Trend, der sich bei der Vernetzung von Geräten im industriellen Umfeld immer mehr abzeichnet, ist die Verdrängung von kabelgebundenen Übertragungsformen zugunsten des Einsatzes von Wireless-Technologien. Die überwiegend eingesetzte Technologie ist hierbei W-LAN und Bluetooth. Das aktuelle Marktwachstum für Wireless-Technologien liegt bei 32 % pro Jahr im Jahr 2016.